# Амір Багері
Амір Багері (перс. امیر باقری, нар. 20 вересня 1978) — іранський шахіст і другий іранець, який 2003 року досягнув ступеня гросмейстера. Тричі грав за збірну Ірану на шахових Олімпіадах: 1998 (1-й стіл: +4 =6 -2)، 2000 (2-й стіл: +1 =4 -3) 2008 (3-й стіл: +2 =4 -3) і станом на 2010 рік перебував на посаді тренера національної збірної Ірану з шахів.
Багері є першим іранцем, який після революції 1978 здобув ступінь міжнародного майстра (до революції Іран мав трьох міжнародних майстрів). 2005 року емігрував у Францію, але під прапором Ірану здобув звання гросмейстера. Після здобуття громадянства Франції деякий час грав за збірну цієї країни , але нині знову готовий представляти на турнірах Іран. Один раз зумів потрапити у фінал Чемпіонату Франції 2005 і посів у ньому сьоме місце. Також грав у французькій Лізі.
Пройшов відбір на Чемпіонат світу ФІДЕ 1999, але не зміг взяти участь через неотримання візи. Взяв участь у Чемпіонаті світу ФІДЕ 2000, де в першому колі поступився Григорієві Серперу.
Найвищий рейтинг Ело мав станом на 1 жовтня 2003 року, досягнувши 2541 пункт посідав тоді 1-ше місце серед іранських шахістів.

## Стиль гри
Багері зазвичай починає гру ходом d4, а у відповідь на e4 застосовує захист Каро—Канн і на d4 — захист Німцовича або захист Боголюбова.

## Зміни рейтингу
| На цьому місці має відображатися графік чи діаграма, однак з технічних причин його відображення наразі вимкнено. Будь ласка, не видаляйте код, який викликає це повідомлення. Розробники вже працюють для того, щоби відновити штатне функціонування цього графіка або діаграми. | |
| | На цьому місці має відображатися графік чи діаграма, однак з технічних причин його відображення наразі вимкнено. Будь ласка, не видаляйте код, який викликає це повідомлення. Розробники вже працюють для того, щоби відновити штатне функціонування цього графіка або діаграми. |